# Monošter
Monošter (madžarsko Szentgotthárd, nemško St. Gotthard) je mesto z 8312 prebivalci (popis 2022) ob sotočju rek Rabe in Lapinča na skrajnem zahodu Madžarske tik ob meji z Avstrijo 23 kilometrov vzhodno od Fürstenfelda in okrog 10 km severno od meje s Slovenijo na Goričkem. 
Mesto leži v Železni županiji in velja za središče Slovenskega Porabja, predvsem kot posledica priseljevanja slovenskih delavcev iz vasi južno od mesta. Okoli mesta živijo tudi pripadniki nemške manjšine. Upravno spada v podregijo Szentgotthárdi Železne županije. Zaradi bližine vzhodnih obronkov Alp je podnebje po naravi subalpsko. Do pristopa k Schengenskemu sporazumu je bila tu cestna mejna točka in železniški mejni prehod. Slovenija ima v mestu konzulat.

## Zgodovina
Mesto je leta 1183 ustanovil madžarski kralj Béla III. in vanj povabil cistercijane. Ti so zgradili samostan in ga poimenovali po bavarskem svetniku sv. Gotardu, po katerem se mesto v madžarščini in nemščini imenuje še danes, v slovenščini pa splošno po samostanu (Monošter). Gradnja Monoštra, glavne opatije, se je začela leta 1187. Jedro mesta je nastalo v dolini Rabe na eni strani in ob potoku Žida (Zsida) na drugi strani, na katerega je bil povezan tudi Traušče (Kethely).
V mestu je zrasla še trdnjava, ki je bila skupaj s samostanom porušena v času Bočkajeve vstaje. 
1. avgusta 1664 je v bližini mesta prišlo do bitke pri Monoštru med avstrijsko-nemško-francosko vojsko pod poveljstvom Montecuccolija in turško vojsko pod vodstvom Ahmeda Köprülüja. Bitka se je končala po 7 urah, ko je velik del turške vojske utonil v Rabi. Bitki je sledil podpis mirovnega sporazuma v Vasvárju.
Trianonska pogodba je velik del monošterskega zaledja dodelila Avstriji in Kraljevini SHS, samo mesto pa postavilo na sam skrajni zahodni rob novonastale države Madžarske. To je pomenilo gospodarsko stagnacijo mesta. Razmere so se še poslabšale po koncu druge svetovne vojne, ko sta bili meji z Avstrijo in tedanjo Jugoslavijo domala neprodušno zaprti. Danes pa so vse tri države članice Evropske zveze - zato so se razmere in meddržavne povezave znatno izboljšale.

## Gospodarstvo in šolstvo
Gospodarski razvoj mesta se je pričel leta 1873, ko je skozi stekla železniška proga med Gradcem in Szombathelyjem in je tako postalo mesto z najbolj razvito industrijo v vsej Železni županiji. Obenem z industrijo je nastalo več izobraževalnih in zdravstvenih ustanov. V tistem času je v Monoštru deloval madžarski politik (in kasneje tudi predsednik vlade) Kálmán Széll, ki ima mdr. zasluge za ustanovitev gimnazije v tem mestu leta 1893 (od 1947 se imenuje po Mihályju Vörösmartyju). Na tamkajšnji nižji gimnaziji se je šolal tudi slovenski jezikoslovec in etnolog Avgust Pavel. V mestu danes delujeta še Katoliška osnovna šola in gimnazija sv. Gotharda in srednja strokovna šola Béla III., na katerih poučujejo tudi slovenski jezik, tako kot na še dveh o.š. (Jánosa Aranya in Istvána Széchenyja).  
Nazadovanje mesta se je ustavilo šele v 80. letih 20. stoletja. Leta 1983, torej 800 let po ustanovitvi samostana, je kraj ponovno dobil mestne pravice. 
Po padcu komunizma so bili oživljeni stiki tako s Slovenijo kot z Avstrijo, Monošter je skupaj z avstrijskim Heiligenkreuzom ustanovil do sedaj edini madžarski čezmejni industrijski park (kjer je glavni delodajalec obrat Opla), v pripravi so načrti za izgradnjo termalnega kopališča. 
Dodatne razvojne možnosti ima mesto od vstopa Slovenije in Madžarske v Evropsko unijo. Mesto je tudi izhodišče do narodnega parka Őrség, ki je sicer madžarski del trideželnega parka Goričko - Raab - Őrség.
V začetku 90. let 20. stoletja, se je pokazala potreba po neposredni železniški povezavi med Slovenijo in Madžarsko, je bil nekaj časa v igri načrt železniške proge med Mursko Soboto in Monoštrom, vendar je kasneje prevladala trasa nekoč že obstoječe proge čez Hodoš do Zalaegerszega.

## Znamenitosti
Simbol mesta je tretja največja madžarska baročna cerkev in pripadajoči Cistercijanski samostan Monošter. Zgradili so ju med letoma 1748 in 1764 po načrtih Franza Antona Pilgrama. Freske cerkvene kupole z motivi monoštrske bitke sta poslikala Stephan Dorfmeister starejši in Stephan Dorfmeister mlajši.
Severno od te cerkve stoji cerkev - kašča, ki je nastala na temeljih iz 12. stoletja kot trdnjava. Ko so jo leta 1605 porušili, so na njenem mestu zgradili današnjo cerkev.
Po Kálmánu Széllu se imenuje baročni glavni mestni trg, kjer stoji tudi spomenik ustanovitelja mesta, kralja Béle III.   
V mestu je tudi edini slovenski muzej na Madžarskem, etnološki in zgodovinski Muzej Avgusta Pavla.